# 里山镇
里山镇是中国浙江省西北部杭州市富阳区下辖的一个镇。

## 历史
1942年，侵华日军曾对里山镇进行扫荡，共焚毁民房159间。

## 行政区划
现辖：
民强村、里山村、灵峰村、马鞍山村和安顶村。